# 布雷斯地区圣安德烈
布雷斯地区圣安德烈（法語：Saint-André-en-Bresse，法語發音：[sɛ̃.t‿ɑ̃dʁe ɑ̃ bʁɛs]）是法国勃艮第-弗朗什-孔泰大区索恩-卢瓦尔省的一个市镇，属于卢昂区。 

## 地理
布雷斯地区圣安德烈（46°39'8"N, 5°5'23"E）面积4.86 平方千米，位于法国勃艮第-弗朗什-孔泰大區索恩-卢瓦尔省，该省份为法国中部省份，北起顺时针与科多尔省、汝拉省、安省、罗讷省、卢瓦尔省、阿列省和涅夫勒省接壤。
与布雷斯地区圣安德烈接壤的市镇（或旧市镇、城区）包括：布雷斯地区圣樊尚、拉弗雷特、蒙特雷、塞耶河畔萨维尼。
布雷斯地区圣安德烈的时区为UTC+01:00、UTC+02:00（夏令时）。

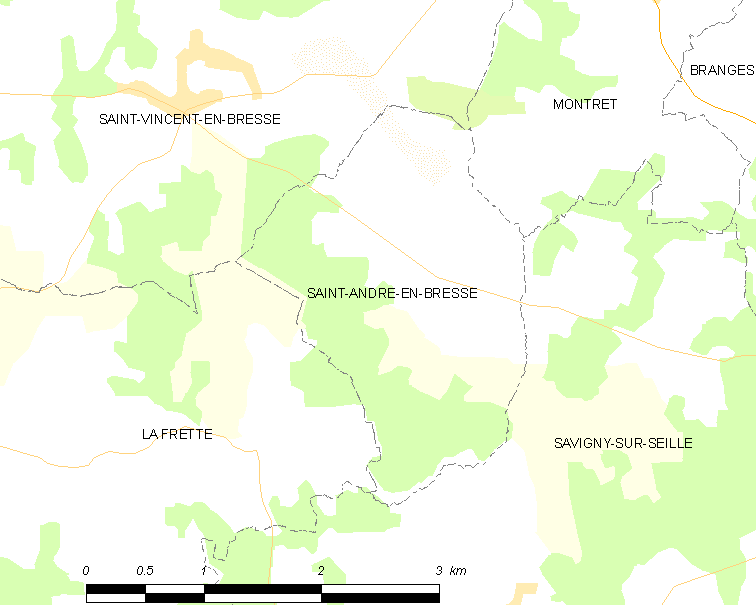
布雷斯地区圣安德烈的OSM定位图

## 行政
布雷斯地区圣安德烈的邮政编码为71440，INSEE市镇编码为71386。

## 政治
布雷斯地区圣安德烈所属的省级选区为卢昂县。

## 人口

1962-2008年间布雷斯地区圣安德烈人口变化图示

布雷斯地区圣安德烈于2022年1月1日时的人口数量为129人。